# Opération Flipper
Guerre du Désert de la Seconde Guerre mondiale
Batailles
Guerre du Désert
- Invasion de l'Égypte
- Compass (Fort Capuzzo
- Nibeiwa
- Sidi Barrani
- Bardia
- Tobrouk (1941)
- Mechili
- Beda Fomm)
- Koufra
- Siège de Giarabub
- Sonnenblume
- El Agheila (1941)
- Siège de Tobrouk (Raid sur Bardia
- Raid Twin Pimples)
- Skorpion
- Brevity
- Battleaxe
- Crusader (Flipper
- Bir el Gubi (novembre 1941)
- Point 175
- Bir el Gubi (décembre 1941))
- Fort Lamy
- Gazala (Bir Hakeim
- Tobrouk (1942))
- Mersa Matruh
- El Alamein (juillet 1942) (Raid sur l'aérodrome de Sidi Haneish)
- Alam el Halfa
- Agreement (Caravan)
- Bertram
- Braganza
- El Alamein (octobre 1942) (Avant-poste Snipe)
- El Agheila (1942)

Débarquement allié en Afrique du Nord
- Blackstone
- Casablanca
- Reservist
- Terminal
- Port Lyautey
- Brushwood

Campagne de Tunisie
- Course pour Tunis
- Ligne Mareth
- Sidi Bouzid
- Kasserine
- Sejnane
- Ochsenkopf
- Capri
- Ksar Ghilane
- Pugilist
- El Guettar
- Wadi Akarit
- Longstop Hill
- Hill 609
- Vulcan
- Flax
- Retribution
- Strike

L'opération Flipper (également appelée raid contre Rommel) est une opération commando britannique menée pendant la Seconde Guerre mondiale par les hommes du n°11 (Scottish) Commando. 
Ce raid avait pour objectif de décapiter l'Afrika Korps à la veille de l'offensive décisive connue sous le nom d'opération Crusader, en attaquant le poste de commandement de Rommel à Beda Littoria, dans la nuit du 17 au 18 novembre 1941.
L'opération échoua car Rommel avait quitté le QG quelques semaines plus tôt et la quasi-totalité (excepté deux) des commandos débarqués ont été tués ou capturés. Un membre des Special Boat Service, qui avait pré-sécurisé la plage pour le débarquement des commandos, parvint également à s'échapper.